# Madeleine des deux Saisons
Madeleine des deux Saisons ist eine traditionelle französische Feigensorte der Art Ficus carica, die für ihren ausgezeichneten Geschmack und ihre große Winterhärte bekannt ist. Sie ist eine zweimaltragende Hausfeige.
Die Sorte wurde unter dem französischen König Ludwig XIV. (1638–1715) in Versailles kultiviert und bereits 1667 von dem Gärtner und Botaniker Jean Merlet unter dem Namen „Angelique“ oder „Incarnadine“ beschrieben. Sie ist auch unter den Namen „Figue d’Or“, „Early Lemon“ und „Madeleine of two Saisons“ bekannt.

## Baum
Madeleine des deux Saisons hat einen mittelstarken, aufrechten und stämmigen Wuchs und erreicht in Mitteleuropa meist eine Höhe von etwa 4 m und eine Breite von etwa 5 m, in Südeuropa wird sie etwas größer. Das Blatt ist meist fünflappig und tief eingeschnitten.

## Frucht
Die Blühfeigen der Sorte Madeleine des deux Saisons sind tropfenförmig, goldgelb bis braun, oft von Längsstreifen durchzogen. Diese bereits sehr früh – schon im Juni – erscheinenden Feigen sind sehr groß und wiegen meist zwischen 100 und 120 Gramm, Rekordfrüchte bis zu 250 Gramm. Die Herbstfeigen reifen in Mitteleuropa von September bis Oktober, sind goldbraun bis violett und wiegen 70 bis 80 Gramm. Das Fruchtfleisch ist rosa, im Herbst etwas dunkler. Die Frucht schmeckt süß und hat ein ausgezeichnetes Aroma.

## Winterhärte
Madeleine des deux Saisons gilt als sehr winterhart und wird erfolgreich in Deutschland im Freiland kultiviert.